# Yle Vega Österbotten
Yle Vega Österbotten (tidigare Radio Österbotten och Radio Vega Österbotten) är Svenska Yles regionradio för Svenska Österbotten. Regionala sändningar för hela Österbotten inleddes 1956, då lokalprogram för Vasa, Jakobstad och Gamlakarleby sammanslogs till ett landskapsprogram. Yle Vega Österbotten sänder på Yle Vegas regionala sändningstider som sedan 2016 är vardagar klockan 06.30–12.00.